# Aleksander Poliński
Aleksander Poliński (ur. 4 czerwca 1845 w Włostowie, zm. 13 sierpnia 1916 w Skolimowie) – polski historyk muzyki i krytyk muzyczny.

## Życiorys
Ukończył gimnazjum w Radomiu. Jeszcze jako gimnazjalista wziął udział w powstaniu styczniowym, w trakcie którego został ciężko ranny. Po zdaniu matury osiadł w Warszawie, gdzie podjął studia medyczne w Szkole Głównej. Przerwał je jednak, by poświęcić się muzyce. Przez pewien czas utrzymywał się z pracy urzędniczej na kolei. Kształcił się w Warszawskim Instytucie Muzycznym u Władysława Żeleńskiego (harmonia), Zygmunta Noskowskiego (kontrapunkt i formy muzyczne) oraz Adama Münchheimera (instrumentacja). W 1871 roku został członkiem Warszawskiego Towarzystwa Muzycznego, w latach 1890–1899 pełnił funkcję jego sekretarza. 
Współpracował jako krytyk muzyczny z szeregiem warszawskich gazet i czasopism, m.in. „Echo Muzyczne, Teatralne i Artystyczne” (1877–1907), „Tygodnik Powszechny” (1885), „Głos” (1886), „Kłosy” (1887–1890), „Kurier Warszawski” (1887–1890), „Życie” (1889–1891), „Biblioteka Warszawska” (1889–1894), „Kurier Poranny” (1890–1899), „Tygodnik Ilustrowany” (1891–1898), „Wędrowiec” (1891–1897), „Wiek” (1899), „Tydzień” (1900), „Bluszcz” (1903), „Świat” (1909–1910), „Scena i Sztuka” (1909–1912), „Kwartalnik Muzyczny” (1912), „Przegląd Muzyczny” (1913). Od 1903 roku był wykładowcą historii muzyki polskiej i powszechnej w Warszawskim Instytucie Muzycznym. Współpracował z Filharmonią Warszawską i chórem „Lutnia”, organizował koncerty, w 1894 roku był członkiem komitetu budowy pomnika Fryderyka Chopina w Żelazowej Woli. Był współorganizatorem pierwszej polskiej wystawy muzycznej w Warszawie w 1888 roku, wydając Katalog rozumowany pierwszej polskiej Wystawy Muzycznej 1888 (Warszawa 1888, przekł. rosyjski Warszawa 1888).
Zajmował się badaniami historycznymi nad muzyką polską, nie posiadał jednak formalnego wykształcenia muzykologicznego i jego prace pomimo dużego znaczenia wykazują brak metody naukowej. Był autorem pracy Dzieje muzyki polskiej w zarysie (wyd. Lwów 1907), będącej pierwszym tego typu opracowaniem syntetycznym. W trakcie swoich poszukiwań w archiwach i zbiorach prywatnych odnalazł liczne zabytki XVI- i XVII-wiecznej muzyki polskiej, w tym utwory Wacława z Szamotuł, Marcina Leopolity i Jacka Różyckiego. Wydał zbiór Śpiewy chóralne kościoła rzymsko-katolickiego zebrane z zabytków muzyki religijnej polskiej z XVI i XVII wieku (Warszawa 1890) oraz pracę Pieśń Bogurodzica pod względem historyczno-muzycznym (Warszawa 1903). Opracował szereg haseł biograficznych do „Album biograficzne zasłużonych Polaków i Polek wieku XIX” (Warszawa 1901–1903) i „Wielkiej encyklopedii powszechnej ilustrowanej” (Warszawa 1890–1914). Osobno wydał biografie Fryderyka Chopina (Warszawa 1914) i Stanisława Moniuszki (Warszawa 1914). Jako publicysta muzyczny akcentował znaczenie tradycji w twórczości, krytykując współczesnych polskich kompozytorów za odchodzenie od tematyki ludowej i narodowej oraz zbytnie uleganie wpływom zagranicznym. Zgromadził jeden z największych w Polsce (3000 tytułów, w tym 650 rękopisów) zbiorów zabytków muzycznych, w skład którego wchodziły dokumenty, rękopisy i druki nut, traktaty muzyczne i instrumenty. Kolekcja Polińskiego podczas II wojny światowej uległa rozproszeniu.
Zajmował się także komponowaniem, napisał m.in. dwie msze czterogłosowe, Hymn do Boga na 5 głosów a cappella i Pieśń do Matki Bożej na głos i orkiestrę lub głos i fortepian. Utwory te nie mają większego znaczenia, widoczne są w nich braki znajomości techniki kompozytorskiej.
Jego synem był biolog Władysław Poliński. Został pochowany na cmentarzu Powązkowskim w Warszawie.